# Schiermonnikoog
Schiermonnikoog (vestfrisisk: Skiermûntseach) er en ø i Vadehavet, der tilhører Holland og hører til provinsen Frisland. Øen har ca. 1000 indbyggere og et areal på 191 km². På øen er en eneste by, der også hedder Schiermonnikoog – den nordligste by i Holland.
Schiermonnikoog er et yndet turistmål med en bred vadehavsstrand, 18 km lang, og skrappe restriktioner for biltrafik. Med skib kommer man til byen Lauwersoog på fastlandet på 45 minutter.
53°29′21″N 06°12′08″Ø / 53.48917°N 6.20222°Ø